# Кутаїська губернія
42°15′ пн. ш. 42°42′ сх. д. / 42.25° пн. ш. 42.7° сх. д.
Кутаїська губе́рнія — адміністративна одиниця Російської імперії.

## Загальні відомості
Розташовувалась на південному заході Закавказзя, вздовж південно-східного берега Чорного моря й басейну річок Ріоні й Чороха.
Площа становила 25 942 кв. верст. Поверхня на півночі гориста — південні схили головного Кавказу (Дих-Тау, 17 тис. футів висоти); середня частина, річкою Ріоні, пласка, місцями болотяна, низина; південна частина губернії — Малий Кавказ. Ліси вкривають близько половини всієї площі. Ґрунт у гористих місцях каменистий, у низині — наносний, надзвичайно плодоносний.
Клімат м'який, вологий та рівний. Флора розкішна субтропічна (батьківщина виноградної лози).
Населення становило 914 000 осіб (міського — 62 000). Грузин 842 000, абхазців 59 000, росіян 13 000, решта інших національностей.
Землеволодіння вкрай дрібне. Головні культури: кукурудза і виноград. Хліби (пшениця, просо, ячмінь та ін.) сіють небагато в нагорних частинах губернії. Вирощування тютюну (високі сорти) розвивалось; Чорноморським узбережжям — фруктові та апельсинові сади.
Фабрики й заводи (1900) 314 з виробництвом на 8,5 мільйонів рублів.
Гірнича справа з давніх часів; поблизу залізничної станції Квіріли найбагатші у світі родовища марганцю (до 23 мільйонів пудів на рік), мідна й свинцева руда, кам'яне вугілля (понад 3 мільйони пудів).
Залізниць 379 верст.

## Адміністративний поділ
До складу губернії в 1897 входили 7 повітів і 3 округи:
- Кутаїський
- Зугдідський
- Лечхумський
- Озургетський
- Рачинський
- Сенакський
- Шаропанський
- Артвінський округ
- Батумський округ
- Сухумський округ.

Міст — 4.
У 1903 з Кутаїської губернії виділено Батумську область.

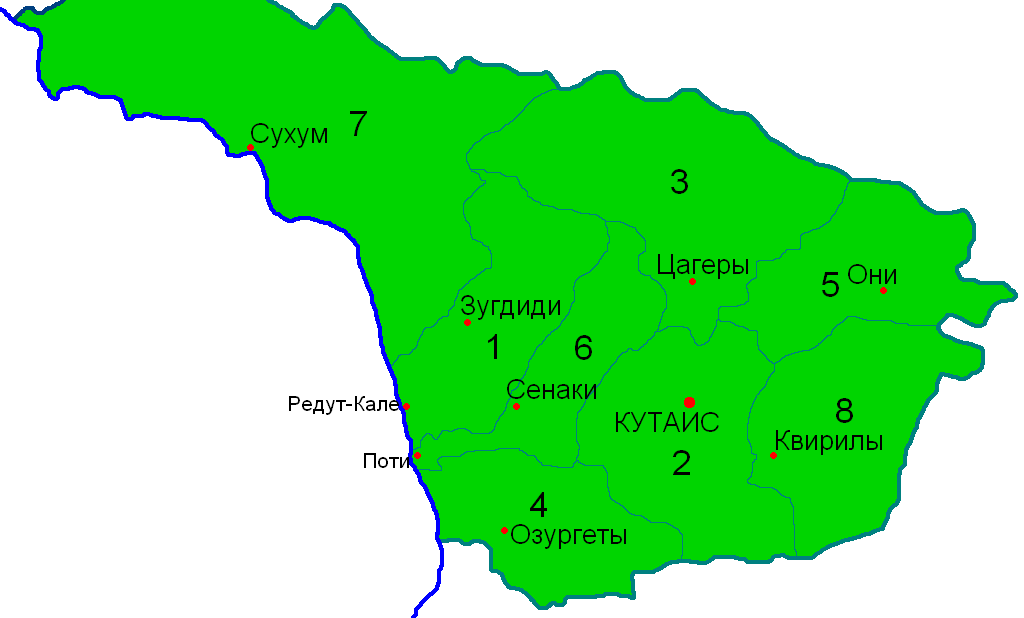
Адміністративний поділ Кутаїської губернії, 1903—1918

До складу Кутаїської губернії в 1903—1918 роках входили 7 повітів і 1 округ.
| № | Повіт            | Повітове місто           | Площа, верст² | Населення (1897), чол. |
| - | ---------------- | ------------------------ | ------------- | ---------------------- |
| 1 | Зугдідський      | м. Зугдіді (3 407 чол.)  | 2 614,9       | 114 869                |
| 2 | Кутаїський       | м. Кутаїс (32 476 чол.)  | 2 985,9       | 221 665                |
| 3 | Лечхумський      | с. Цагері (687 чол.)     | 4 078,3       | 47 779                 |
| 4 | Озургетський     | м. Озургеті (4 710 чол.) | 1 985,0       | 90 326                 |
| 5 | Рачинський       | с. Оні (1 255 чол.)      | 2 494,9       | 60 421                 |
| 6 | Сенакський       | м. Сенакі (1 248 чол.)   | 1 520,0       | 115 785                |
| 7 | Шорапанський     | м. Квіріли (2 010 чол.)  | 2 687,4       | 156 633                |
| 8 | Сухумський округ | м. Сухум (7 998 чол.)    | 7 575,4       | 106 179                |

## Губернатори

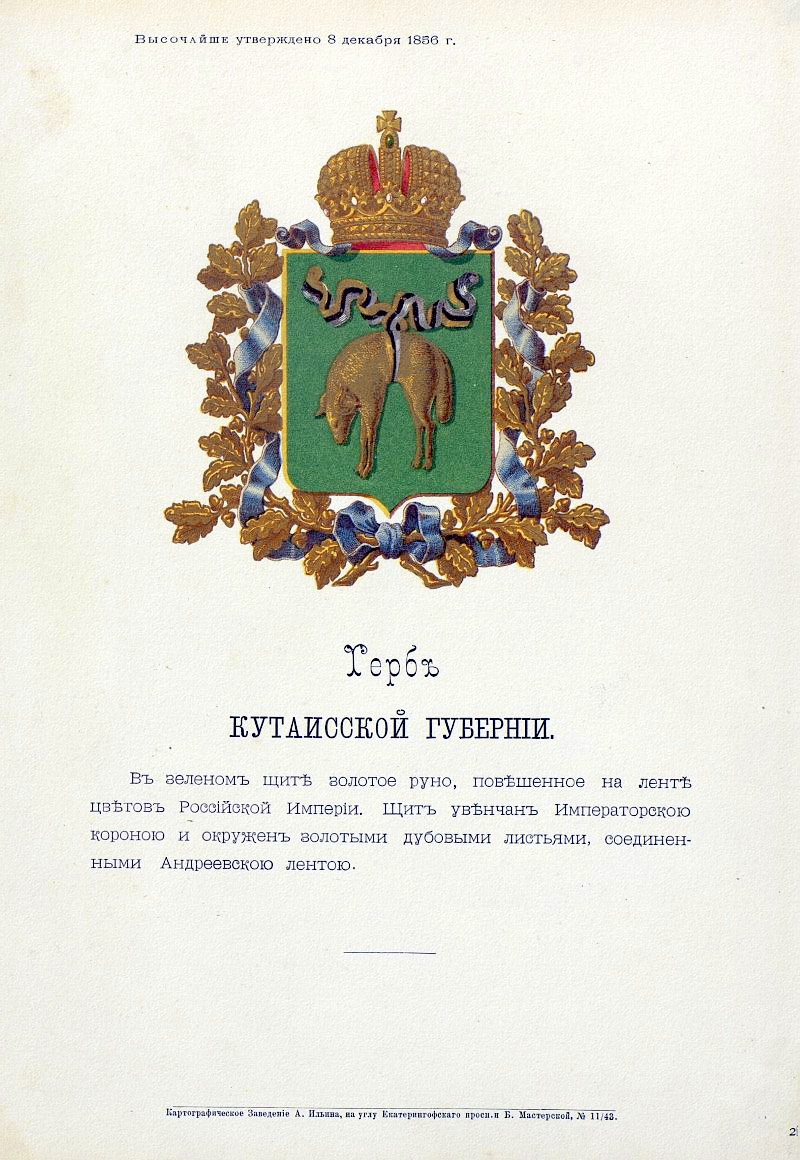
Герб губернії з офіційним описом, затверджений Олександром II (1856)

## Національний склад у 1897 році[2]
| Губернія в цілому  | 83,01   | 5,6 %   | 4,4 % | 2,3 %  | 1,8 %  | 1,5 %  | 1,4 %  | …     | …      | …     | …     | …     |       |   |
| Артвінський округ  | 73.9    | …       | …13,9 | 9,7    |        | …      | …      | …     | 4,6 %  | 1,3 % | …     | …     | …     |   |
| Батумський округ   | 69,9    | …       | …     | …      | 3,6 %  | 8,1 %  | 8,2 %  |       | 5,3 %  | 1,2 % | 1,9 % | 1,0 % | 1,9 % | … |
| Зугдідський повіт  | 98,5    | …       |       | …      | …      | …      | …      | …     | …      | …     | …     | …     | …     | … |
| Кутаїський повіт   | 97.00   | …       | …     | …      | …      | 1,8 %  | …      | …     | 1,6 %  | …     | …     | …     | …     |   |
| Лечхумський повіт  | 99,02   |         | …     | …      | …      | …      |        | …     | …      | …     | …     | …     |       |   |
| Озургетський повіт | 96,3    | …       | …     | …      | …      | …      | …      | …     |        | …     | …     | …     | …     | … |
| Рачинський повіт   | 97,2    | …       | …     | …      | …      | …      | …      | 1,0 % | …      | …     | …     | 5,8 % |       |   |
| Сенкаський повіт   | 96,08   | …       | …     | …      | 1,2 %  | …      | …      | …     | …      | …     | …     | …     |       |   |
| Шоропанський повіт | 94,6    |         | 1,4 % | …      | …      | …      | …      | …     | …      | …     | …     | …     | …     | … |
| Сухумський округ   | 24,36 % | 55,28 % |       | 6,17 % | 5,66 % | 5,08 % | 0,12 % | …     | 0,22 % | …     | …     | …     | …     | … |

## Губернатори[3]
- 17 квітня 1847—1851 — Костянтин Якович Бєлявський воєнний губернатор
- 1851—1853 — Олександр Іванович Гагарін воєнний губернатор
- 1853—1856 — Іван Костянтинович Багратіон-Мухранський воєнний губернатор
- 1856—1857 — Микола Петрович Колюбакін воєнний губернатор
- лютий 1857 — 27 жовтня 1857 — Олександр Іванович Гагарін генерал-губернатор
- 1857—1860 — Георгій Романович Ерістов генерал-губернатор
- 1857—1858 — Олександр Врангель генерал-губернатор
- 1858—1861 — Микола Агафонович Іванов генерал-губернатор
- 1861—1862 — Микола Петрович Колюбакін генерал-губернатор
- 1862—1866 — Олександр Степанович Оголін
- 1863—1866 — Дмитро Святополк-Мирський генерал-губернатор
- 1867—1878 — Володимир Васильович Лєвашов воєнний губернатор
- 1878—1883 — Микола Ясонович Малафєєв
- 11 березня 1887 — 1 грудня 1890 — генерал-майор, (з 30 серпня 1889 року генерал-лейтенант) Олександр Іванович Гроссман воєнний губернатор
- 22 грудня 1890 — 30 травня 1898 — Михайло Якович Шаликов воєнний губернатор
- 19 липня 1898 — 21 квітня 1901 — генерал-майор Федір Костянтинович Гершельман воєнний губернатор
- 20 жовтня 1901 — 25 травня 1905 — полковник, (з 6 грудня 1901 року — генерал-майор) Олексій Олексійович Смагін воєнний губернатор
- 9 червня 1905—1906 — Володимир Старосельський в.п. губернатора
- 1906—1907 — Олександр Петрович Язиков
- 28 листопада 1907—1914 — Адам Іванович Словочинський
- 1914—1916 — Лев Володимирович Потулов
- 1916—1917 — Олександр Гудович

## Символіка

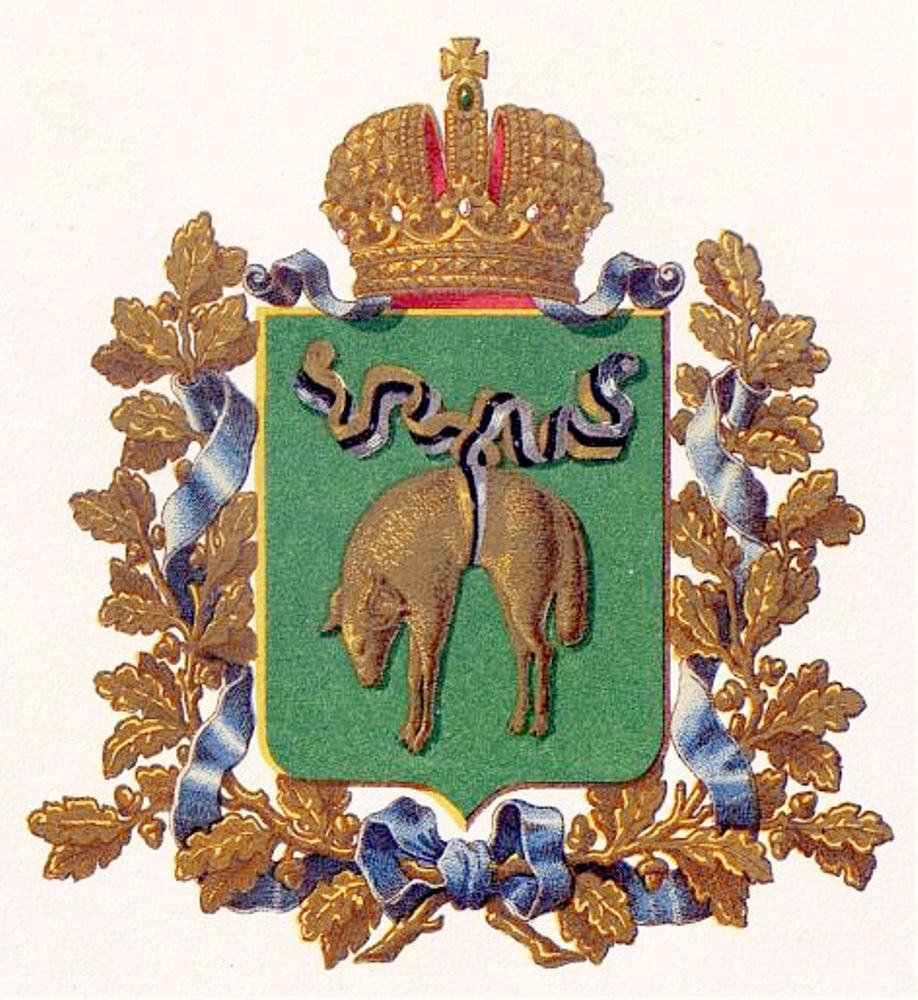
Офіційний герб губернії (видання МВС, 1880)
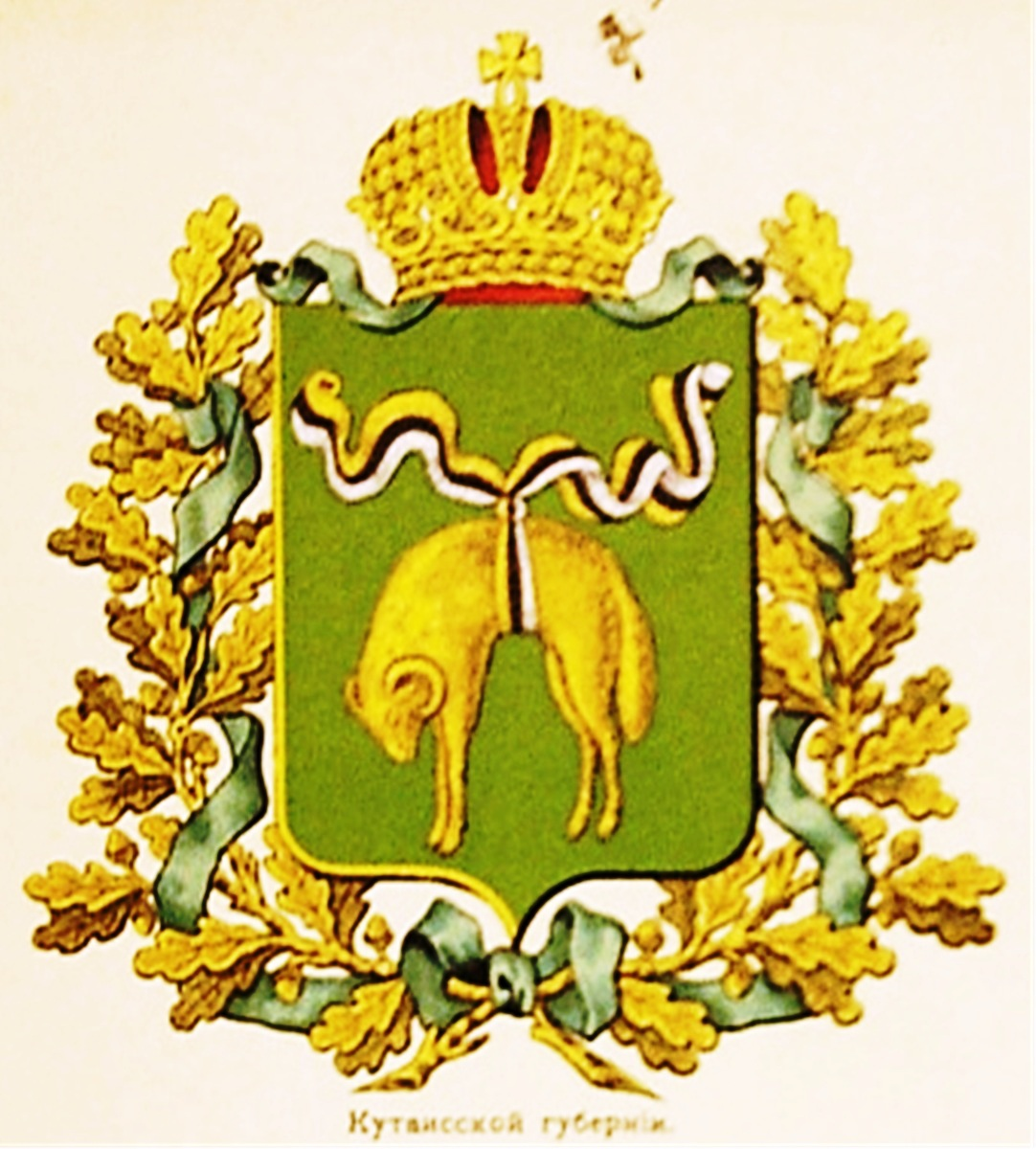
Неофіційний герб губернії (видання Сукачова, 1878)
Сучасний малюнок герба губернії (2000-е)